# Rio di San Giuseppe

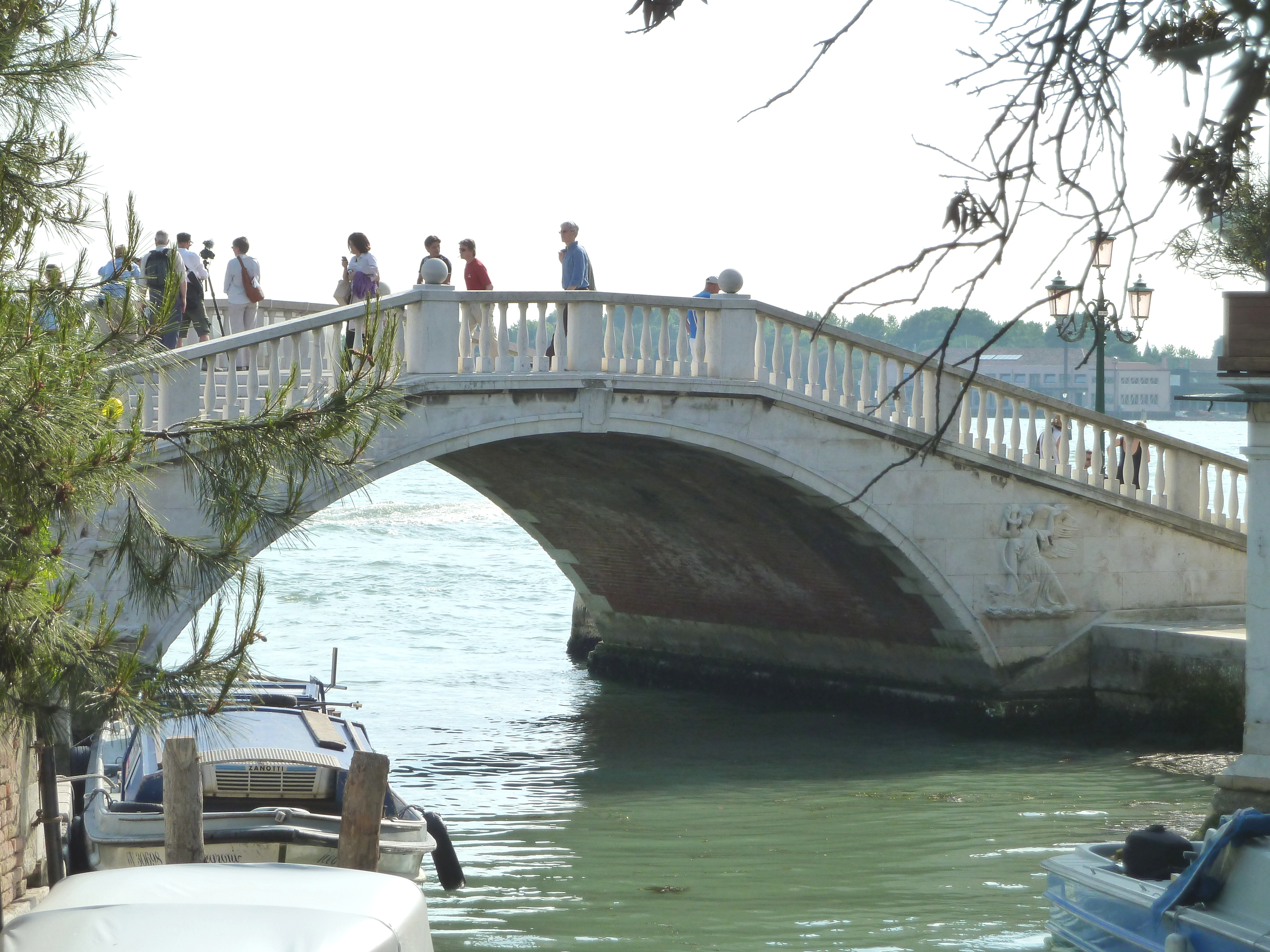
Vărsarea canalului pe sub ponte dei sette Martiri

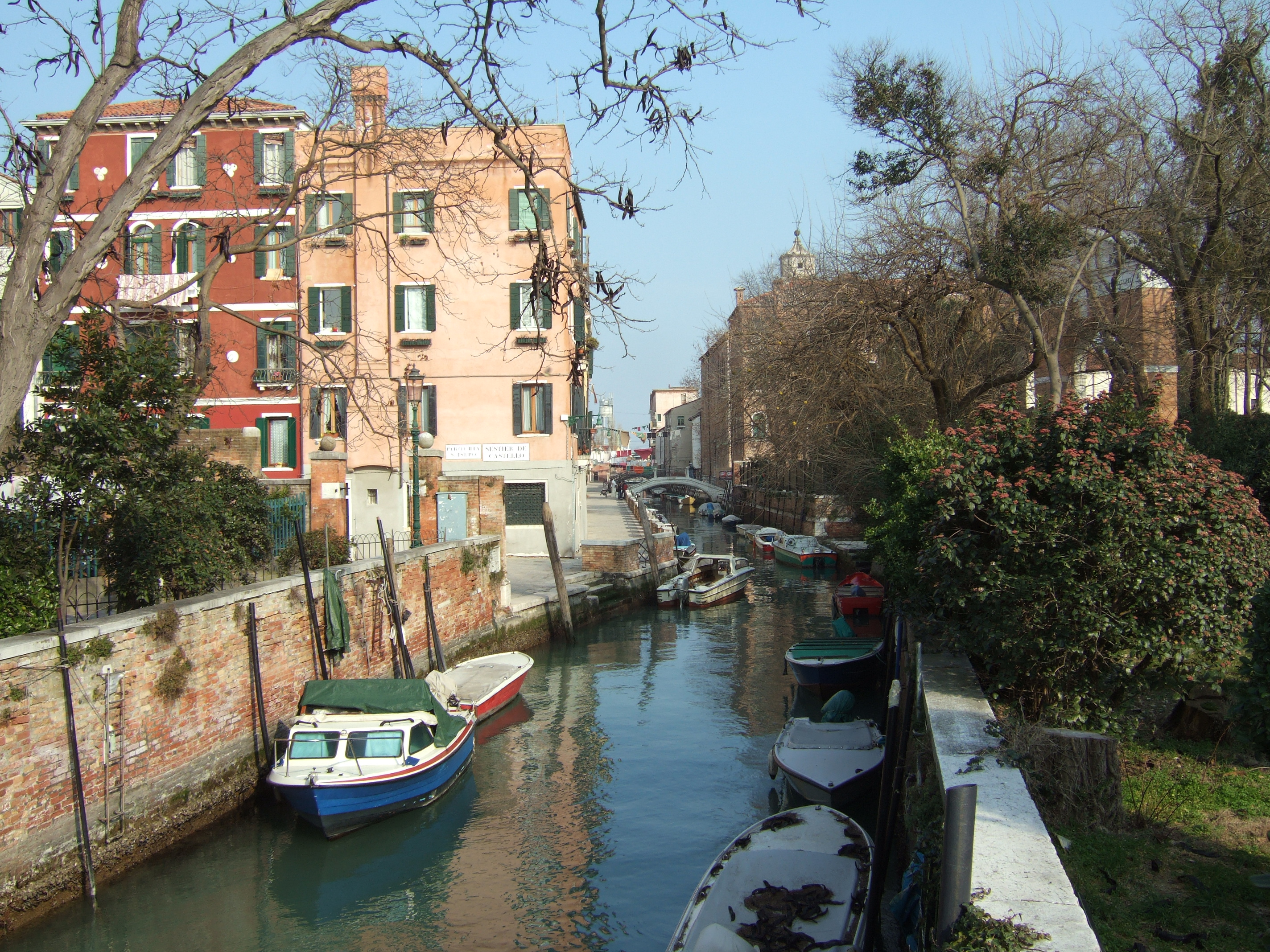
Canalul și Ponte S. Isepo, vedere spre est de Ponte dei Giardini

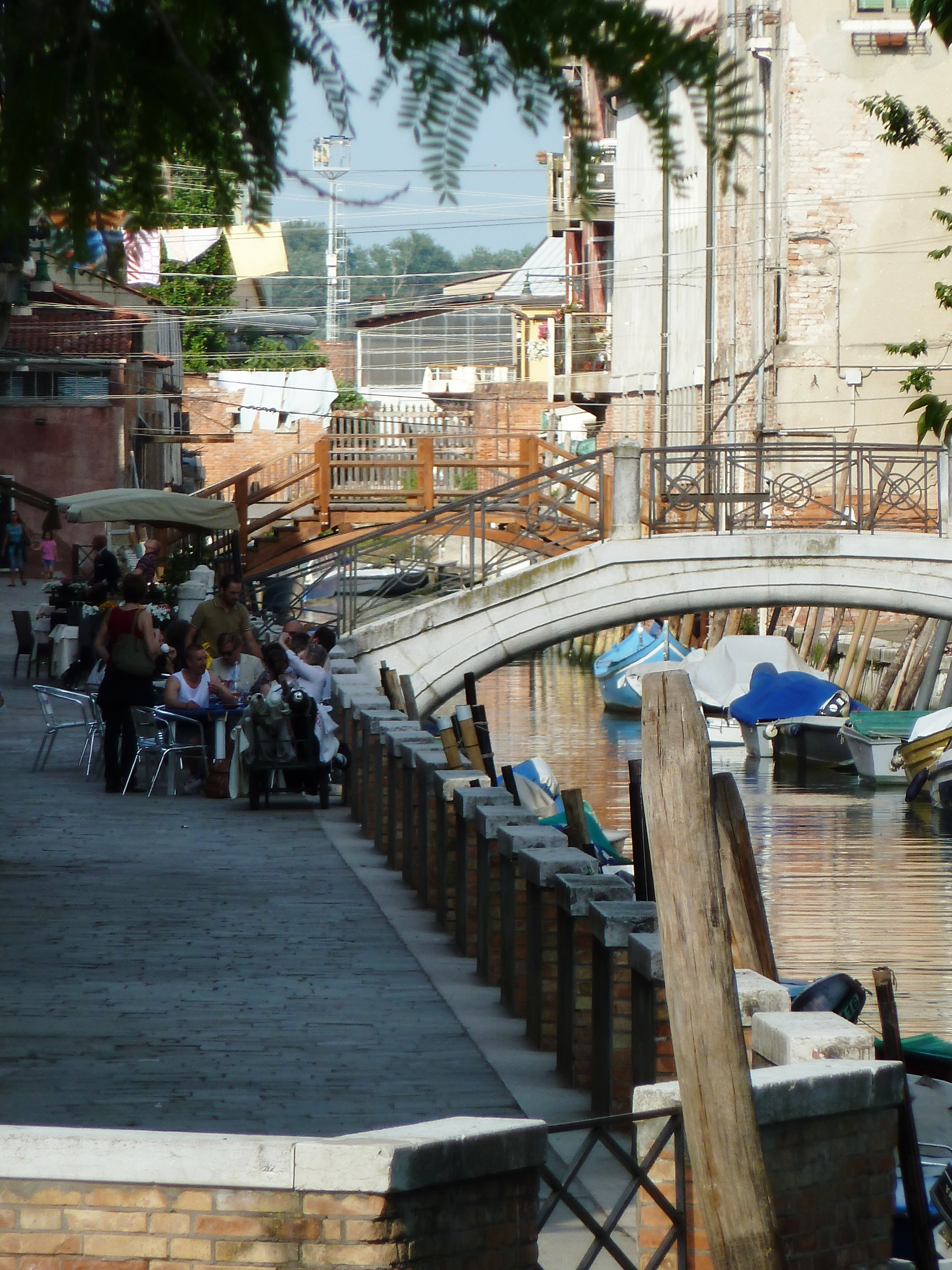
Succesiune de poduri pe canal

Rio di San Giuseppe (în venețiană rio de Sant'Isepo; canalul Sfântului Iosif) este un canal din Veneția în sestiere Castello. 

## Descriere
Rio de Sant'Isepo are o lungime de 387 de metri. El prelungește rio de Quintavale către vest în Bazinul San Marco.

## Origine
Numele canalului provine de la Biserica San Giuseppe din Castello, aflată în apropiere.

## Localizare
Pe malurile acestui canal se află:
- Fondamenta San Giuseppe;
- grădinile Bienalei de la Veneția;
- biserica Sant'Isepo.

## Poduri
Canalul este traversat de mai multe poduri, de la est la vest:
- Ponte de le Case Nove, care conectează Fondamenta San Isepo de Calle Trevisan e Cicogna;
- Ponte Sant'Isepo, care conectează campo omonim și Corte del Soldà;
- Ponte dei Giardini, care conectează Viale Giuseppe Garibaldi și Largo Marinai d'Italia;
- Ponte dei Sette Martiri, care conectează Riva dei Sette Martiri și Largo Decorati al Valor Civile; numit astfel în 1944 în memoria martirilor italieni împușcați de naziști.